# Ioannis Persakis
Ioánnis Persákis (griechisch Ιωάννης Περσάκης, * 1877 in Athen; † 1943) war ein griechischer Leichtathlet.
Beim Dreisprung der Olympischen Spiele 1896 in Athen wurde er mit dem nationalen Rekord von 12,52 m Dritter. Zuvor in diesem Jahr hatte er bei den Panhellenischen Spielen mit 12,44 m gewonnen.
Sein Bruder Petros Persakis, der ebenfalls für den Verein Panellinios GS startete, war Turner und wurde bei den Spielen von Athen Dritter an den Ringen.